# Mauidrillia
Mauidrillia é um gênero de gastrópodes pertencente a família Horaiclavidae.

## Espécies
- †Mauidrillia acuta (Marwick, 1928)
- †Mauidrillia angustata Powell, 1942
- †Mauidrillia browni Marwick, 1943
- †Mauidrillia cinctuta (Marwick, 1929)
- †Mauidrillia clavicula Powell, 1942
- †Mauidrillia costifer (Suter, 1917)
- Mauidrillia felina Kilburn, 1988[2]
- †Mauidrillia fimbriata Laws, 1947
- †Mauidrillia imparilirata Powell, 1942
- †Mauidrillia inaequalis Powell, 1942
- †Mauidrillia incerta Beu, 1970
- †Mauidrillia occidentalis Maxwell, 1988
- †Mauidrillia praecophinodes (Suter, 1917)
- †Mauidrillia supralaevis Powell, 1942
- †Mauidrillia unilirata Powell, 1942